# Gran Premio di superbike di Sugo 1999
Il Gran Premio di Superbike di Sugo 1999 è stata la tredicesima e ultima prova del campionato mondiale Superbike 1999, è stato disputato il 10 ottobre sul circuito di Sugo e ha visto la vittoria di Akira Ryō in gara 1, mentre la gara 2 è stata vinta da Akira Yanagawa.
La gara è stata ininfluente sul risultato finale del campionato, essendo il titolo iridato piloti già assegnato matematicamente al britannico Carl Fogarty già dalla gara precedente. Altrettanto assegnato anche il titolo costruttori, ottenuto dalla Ducati.

## Risultati

### Gara 1

#### Arrivati al traguardo[3]
| Pos. | Nº  | Pilota              | Squadra              | Motocicletta | Giri | Tempo     | Griglia | Punti |
| ---- | --- | ------------------- | -------------------- | ------------ | ---- | --------- | ------- | ----- |
| 1º   | 64  | Akira Ryō           | Suzuki               | Suzuki       | 25   | 37:59.744 | 3º      | 25    |
| 2º   | 1   | Carl Fogarty        | Ducati Performance   | Ducati       | 25   | +0:02.828 | 5º      | 20    |
| 3º   | 4   | Akira Yanagawa      | Kawasaki Racing      | Kawasaki     | 25   | +0:02.932 | 4º      | 16    |
| 4º   | 59  | Keiichi Kitagawa    | Suzuki               | Suzuki       | 25   | +0:07.688 | 8º      | 13    |
| 5º   | 56  | Wataru Yoshikawa    | Yamaha Racing        | Yamaha       | 25   | +0:08.682 | 6º      | 11    |
| 6º   | 58  | Tamaki Serizawa     | Kawasaki Racing      | Kawasaki     | 25   | +0:11.537 | 12º     | 10    |
| 7º   | 7   | Pierfrancesco Chili | Suzuki Alstare F.S.  | Suzuki       | 25   | +0:13.037 | 9º      | 9     |
| 8º   | 11  | Troy Corser         | Ducati Performance   | Ducati       | 25   | +0:13.307 | 1º      | 8     |
| 9º   | 5   | Colin Edwards       | Castrol Honda        | Honda        | 25   | +0:15.183 | 10º     | 7     |
| 10º  | 57  | Makoto Tamada       | Kotake RSC           | Honda        | 25   | +0:15.223 | 11º     | 6     |
| 11º  | 65  | Shin'ichi Itō       | Lucky Strike Honda   | Honda        | 25   | +0:15.856 | 14º     | 5     |
| 12º  | 41  | Noriyuki Haga       | Yamaha WSBK          | Yamaha       | 25   | +0:17.967 | 7º      | 4     |
| 13º  | 75  | Takeshi Tsujimura   | Yamaha Racing        | Yamaha       | 25   | +0:21.158 | 13º     | 3     |
| 14º  | 6   | Gregorio Lavilla    | Kawasaki Racing      | Kawasaki     | 25   | +0:30.828 | 18º     | 2     |
| 15º  | 77  | Yuichi Takeda       | Lucky Strike Honda   | Honda        | 25   | +0:31.065 | 15º     | 1     |
| 16º  | 111 | Aaron Slight        | Castrol Honda        | Honda        | 25   | +0:32.290 | 16º     |       |
| 17º  | 61  | Hitoyasu Izutsu     | Kawasaki Racing      | Kawasaki     | 25   | +0:32.565 | 19º     |       |
| 18º  | 81  | Chōjun Kameya       | Suzuki               | Suzuki       | 25   | +0:36.563 | 17º     |       |
| 19º  | 21  | Katsuaki Fujiwara   | Suzuki Alstare F.S.  | Suzuki       | 25   | +0:57.638 | 21º     |       |
| 20º  | 70  | Giovanni Bussei     | Kawasaki Bertocchi   | Kawasaki     | 25   | +1:03.685 | 22º     |       |
| 21º  | 16  | Andreas Meklau      | Ducati Deut. Remus   | Ducati       | 25   | +1:04.300 | 23º     |       |
| 22º  | 33  | Robert Ulm          | Kawa Bertocchi Gerin | Kawasaki     | 25   | +1:04.798 | 24º     |       |
| 23º  | 38  | Lance Isaacs        | Ducati NCR           | Ducati       | 24   | +1 giro   | 26º     |       |

#### Ritirati
| Nº | Pilota           | Squadra              | Motocicletta | Giri | Griglia |
| -- | ---------------- | -------------------- | ------------ | ---- | ------- |
| 23 | Jiří Mrkývka     | JM SBK               | Ducati       | 14   | 25º     |
| 9  | Peter Goddard    | Aprilia Rac.De Cecco | Aprilia      | 13   | 20º     |
| 24 | Vladimír Karban  | Karban Racing        | Suzuki       | 6    | 27º     |
| 60 | Shin'ya Takeishi | Kawasaki Racing      | Kawasaki     | 0    | 2º      |

### Gara 2

#### Arrivati al traguardo[4]
| Pos. | Nº  | Pilota              | Squadra              | Motocicletta | Giri | Tempo     | Griglia | Punti |
| ---- | --- | ------------------- | -------------------- | ------------ | ---- | --------- | ------- | ----- |
| 1º   | 4   | Akira Yanagawa      | Kawasaki Racing      | Kawasaki     | 25   | 38:03.761 | 4º      | 25    |
| 2º   | 64  | Akira Ryō           | Suzuki               | Suzuki       | 25   | +0:00.139 | 3º      | 20    |
| 3º   | 59  | Keiichi Kitagawa    | Suzuki               | Suzuki       | 25   | +0:00.574 | 8º      | 16    |
| 4º   | 41  | Noriyuki Haga       | Yamaha WSBK          | Yamaha       | 25   | +0:05.087 | 7º      | 13    |
| 5º   | 1   | Carl Fogarty        | Ducati Performance   | Ducati       | 25   | +0:05.641 | 5º      | 11    |
| 6º   | 56  | Wataru Yoshikawa    | Yamaha Racing        | Yamaha       | 25   | +0:07.083 | 6º      | 10    |
| 7º   | 7   | Pierfrancesco Chili | Suzuki Alstare F.S.  | Suzuki       | 25   | +0:09.258 | 9º      | 9     |
| 8º   | 58  | Tamaki Serizawa     | Kawasaki Racing      | Kawasaki     | 25   | +0:11.892 | 12º     | 8     |
| 9º   | 5   | Colin Edwards       | Castrol Honda        | Honda        | 25   | +0:12.411 | 10º     | 7     |
| 10º  | 57  | Makoto Tamada       | Kotake RSC           | Honda        | 25   | +0:12.441 | 11º     | 6     |
| 11º  | 60  | Shin'ya Takeishi    | Kawasaki Racing      | Kawasaki     | 25   | +0:14.854 | 2º      | 5     |
| 12º  | 75  | Takeshi Tsujimura   | Yamaha Racing        | Yamaha       | 25   | +0:14.867 | 13º     | 4     |
| 13º  | 111 | Aaron Slight        | Castrol Honda        | Honda        | 25   | +0:16.071 | 16º     | 3     |
| 14º  | 11  | Troy Corser         | Ducati Performance   | Ducati       | 25   | +0:16.366 | 1º      | 2     |
| 15º  | 61  | Hitoyasu Izutsu     | Kawasaki Racing      | Kawasaki     | 25   | +0:16.495 | 19º     | 1     |
| 16º  | 6   | Gregorio Lavilla    | Kawasaki Racing      | Kawasaki     | 25   | +0:16.861 | 18º     |       |
| 17º  | 77  | Yuichi Takeda       | Lucky Strike Honda   | Honda        | 25   | +0:30.267 | 15º     |       |
| 18º  | 21  | Katsuaki Fujiwara   | Suzuki Alstare F.S.  | Suzuki       | 25   | +0:39.484 | 21º     |       |
| 19º  | 9   | Peter Goddard       | Aprilia Rac.De Cecco | Aprilia      | 25   | +0:41.202 | 20º     |       |
| 20º  | 70  | Giovanni Bussei     | Kawasaki Bertocchi   | Kawasaki     | 25   | +0:54.097 | 22º     |       |
| 21º  | 38  | Lance Isaacs        | Ducati NCR           | Ducati       | 24   | +1 giro   | 26º     |       |

#### Ritirati
| Nº | Pilota          | Squadra              | Motocicletta | Giri | Griglia |
| -- | --------------- | -------------------- | ------------ | ---- | ------- |
| 16 | Andreas Meklau  | Ducati Deut. Remus   | Ducati       | 24   | 23º     |
| 65 | Shin'ichi Itō   | Lucky Strike Honda   | Honda        | 14   | 14º     |
| 24 | Vladimír Karban | Karban Racing        | Suzuki       | 12   | 27º     |
| 23 | Jiří Mrkývka    | JM SBK               | Ducati       | 11   | 25º     |
| 33 | Robert Ulm      | Kawa Bertocchi Gerin | Kawasaki     | 8    | 24º     |
| 81 | Chōjun Kameya   | Suzuki               | Suzuki       | 5    | 17º     |